# Patience Okoro
Patience Okoro (née le 10 juillet 1984) est une athlète nigériane, spécialiste des épreuves combinées. 

## Biographie
Elle remporte le titre de l'heptathlon lors des championnats d'Afrique 2008, à Addis-Abeba en Éthiopie, en totalisant 4 906 pts.

### Palmarès
| Date | Compétition            | Lieu        | Résultat | Épreuve    | Performance |
| ---- | ---------------------- | ----------- | -------- | ---------- | ----------- |
| 2003 | Jeux africains         | Abuja       | 3e       | Heptathlon | 5 436 pts   |
| 2007 | Jeux africains         | Alger       | 2e       | Heptathlon | 5 161 pts   |
| 2008 | Championnats d'Afrique | Addis-Abeba | 1re      | Heptathlon | 4 906 pts   |

### Records
| Épreuve    | Performance | Lieu  | Date            |
| ---------- | ----------- | ----- | --------------- |
| Heptathlon | 5 436 pts   | Abuja | 14 octobre 2003 |